# 羅國禎
羅國禎（1980年11月5日—），前緯來體育台主播，為了一圓職棒夢因而離開媒體界，最終順利在2013年踏上一軍舞台，曾效力過中華職棒統一7-ELEVEn獅隊及義大犀牛隊，守備位置為外野手，《We are》體育頻道的創辦人。

## 生平
大學就讀台北體院休閒運動管理學系，大三時曾加入學校棒球隊，退伍後進入緯來體育台擔任體育主播，2009年決定一圓職棒夢，因此隨著台北縣成棒隊練習，2010年轉為正式球員，2011年參加中華職棒選秀會落選，不過隨後統一獅隊邀請他擔任練習生，2012年轉任正式球員，2013年於例行賽最後一場比賽正式升上一軍，並擔任第二棒右外野手，成功圓了職棒夢，但最終還是在季末遭到統一獅隊釋出。
被釋出後，緯來體育台曾邀請他重回電視台繼續擔任主播，但最終仍拒絕緯來的邀請，2014年獲義大犀牛隊邀請加盟，不過在義大時期整季都在二軍，季末遭到釋出。
雖然遭到釋出，但羅國禎目前仍致力於行銷棒球相關的產業，並回到電視台擔任球評。2021年與陳志強共同出版《棒球驚嘆句3》。

## 職棒生涯成績
| 年度   | 球隊           | 出賽 | 打數 | 安打 | 全壘打 | 打點 | 盜壘 | 四死 | 三振 | 壘打數 | 雙殺打 | 打擊率 |
| ------ | -------------- | ---- | ---- | ---- | ------ | ---- | ---- | ---- | ---- | ------ | ------ | ------ |
| 2013年 | 統一7-ELEVEn獅 | 1    | 2    | 0    | 0      | 0    | 0    | 0    | 0    | 0      | 1      | 0.000  |
| 合計   | 1年            | 1    | 2    | 0    | 0      | 0    | 0    | 0    | 0    | 0      | 1      | 0.000  |

## 特殊事蹟
- 2011年4月15日，於斗六棒球場對戰Lamigo二軍，從郭建宏手中敲出個人二軍生涯首支安打。
- 2011年8月24日，於斗六棒球場對戰興農二軍，從許文錚手中敲出個人二軍生涯首支全壘打。
- 2013年10月15日，個人職棒一軍生涯初登板於桃園國際棒球場對戰Lamigo桃猿隊擔任先發第二棒右外野手，首打席面對郭文凱擊出內野滾地球出局，第二打席擊出雙殺打，總計兩打席無安打。

## 外部連結
- 羅國禎在台灣棒球維基館上的頁面（繁體中文）
- 球員資訊和成績在中華職棒官網（中文）